# Республика Корея на зимних Олимпийских играх 1988
Республика Корея принимала участие в Зимних Олимпийских играх 1988 года в Калгари (Канада) в десятый раз за свою историю, но не завоевала ни одной медали.

## Состав сборной
Южную Корею представляли 22 спортсмена: 4 женщины и 18 мужчин, они соревновались в 5 видах спорта:
| Вид спорта         | Мужчины | Женщины | Всего |
| ------------------ | ------- | ------- | ----- |
| Биатлон            | 5       | —       | 5     |
| Горнолыжный спорт  | 4       | 0       | 4     |
| Конькобежный спорт | 3       | 3       | 6     |
| Лыжные гонки       | 5       | 0       | 5     |
| Фигурное катание   | 1       | 1       | 2     |
| Всего              | 18      | 4       | 22    |

Самым юным участником южнокорейской сборной был 15-летний горнолыжник Хо Сыну́к, самым старшим 25-летний горнолыжник Нам Вонги́.
Знаменосцем был Хон Гынпхё.

## Результаты

### Биатлон
Соревнования по биатлону проходили в лыжном парке Канмора (англ. Canmore Nordic Centre), в 80 км на запад от Калгари. Формат: 8 выстрелов по каждой группе из пяти мишеней. Штрафной круг (150 метров) за каждую пропущенную мишень.
Мужчины
| Спортсмен           | Соревнование   | Время     | Место |
| ------------------- | -------------- | --------- | ----- |
| Син Ёнсон (신용선)  | 10 км (спринт) | 33:05.4   | 64    |
| Син Ёнсон (신용선)  | 20 км          | 1:17:44.5 | 66    |
| Джу Ёндэ (주영대)   | 10 км          | 34:50.4   | 66    |
| Джу Ёндэ (주영대)   | 20 км          | 1:14:27.5 | 63    |
| Ким Ёнъун (김용운)  | 10 км          | 35:18.6   | 67    |
| Ким Ёнъун (김용운)  | 20 км          | 1:17:23.0 | 65    |
| Чон Ёнсок (정용석)  | 10 км          | 35:31.3   | 69    |
| Хон Бёнсик (홍병식) | 20 км          | 1:14:03.2 | 62    |

Эстафета 4 х 7,5 км (мужчины)
Соревнования по биатлону в эстафете прошли 26 февраля.
| Спортсмены                              | Общее время | Место |
| --------------------------------------- | ----------- | ----- |
| Хон Бёнсик Джу Ёндэ Ким Ёнъун Син Ёнсон | 1:51.42.7   | 16    |

Детали эстафеты:
| Место | Страна           | Биатлонист | Стрельба | Стрельба | Стрельба | Этап  | Этап      | Гонка     | Гонка   | Отста- вание |
| ----- | ---------------- | ---------- | -------- | -------- | -------- | ----- | --------- | --------- | ------- | ------------ |
| Место | Страна           | Биатлонист | Лёжа     | Стоя     | Всего    | Время | Место     | Время     | Место   | Отста- вание |
| 16    | Республика Корея |            | 3        | 4        | 7        |       |           | 1:51:42.7 |         | 29:12.7      |
| 16    |                  |            |          |          |          |       |           |           |         |              |
| 16    | Хон Бёнсик       | 0          | 1        | 1        | 26:42.0  | 16    | 26:42.0   | 16        | 5:46.4  |              |
| 16    | Джу Ёндэ         | 2          | 1        | 3        | 26:38.9  | 16    | 53:20.9   | 16        | 12:04.6 |              |
| 16    | Ким Ёнъун        | 0          | 2        | 2        | 29:43.4  | 16    | 1:23:04.3 | 16        | 21:12.9 |              |
| 16    | Син Ёнсон        | 1          | 0        | 1        | 28:38.4  | 16    | 1:51:42.7 | 16        | 29:12.7 |              |

### Конькобежный спорт
Соревнования проходили с 14 по 27 февраля в крытом катке «Олимпийский овал» в Калгари: впервые соревнования конькобежцев на Олимпийских играх прошли на закрытом катке.
Мужчины
| Спортсмен   | Дистанция | Время    | Место |
| ----------- | --------- | -------- | ----- |
| Пэ Гитхэ    | 500 м     | 36,90    | 5     |
| Пэ Гитхэ    | 1000 м    | 1:14,36  | 9     |
| Хван Икхван | 1500 м    | 1:56,50  | 26    |
| Хван Икхван | 5000 м    | 7:10,65  | 36    |
| Ким Гванкю  | 1500 м    | 1:56,85  | 29    |
| Ким Гванкю  | 5000 м    | 7:02,13  | 29    |
| Ким Гванкю  | 10000 м   | 14:34,65 | 22    |

Женщины
| Спортсменка        | Дистанция | Время   | Место |
| ------------------ | --------- | ------- | ----- |
| Ю Сохи             | 500 м     | 40,92   | 13    |
| Ю Сохи             | 1000 м    | 1:22,35 | 17    |
| Ким Ёнок[уточнить] | 1000 м    | 2:11,95 | 24    |
| Ким Ёнок[уточнить] | 3000 м    | 4:30,60 | 22    |
| Ким Ёнок[уточнить] | 5000 м    | 7:46,51 | 17    |
| Чхве Хесук         | 1000 м    | 2:12,96 | 28    |
| Чхве Хесук         | 3000 м    | 4:42,26 | 22    |

### Фигурное катание
Соревнования проходили во дворце спорта «Олимпик Сэддлдоум» (англ. Olympic Saddledome) в Калгари.
Мужчины — одиночное катание
| Спортсмен            | Обязательные фигуры | Короткая программа | Произвольная программа | Сумма баллов (TFP) | Место |
| -------------------- | ------------------- | ------------------ | ---------------------- | ------------------ | ----- |
| Чон Сонъиль (정성일) | 24                  | 24                 | 21                     | 45.0               | 22    |

Женщины — одиночное катание
Фигуристка Пён Сонджин (변성진) заняла 27 место в обязательных фигурах, 30 в короткой программе, и не прошла отбор для выступления в произвольной программе.